# Lozna (Sălaj)
Lozna is een Roemeense gemeente in het district Sălaj.

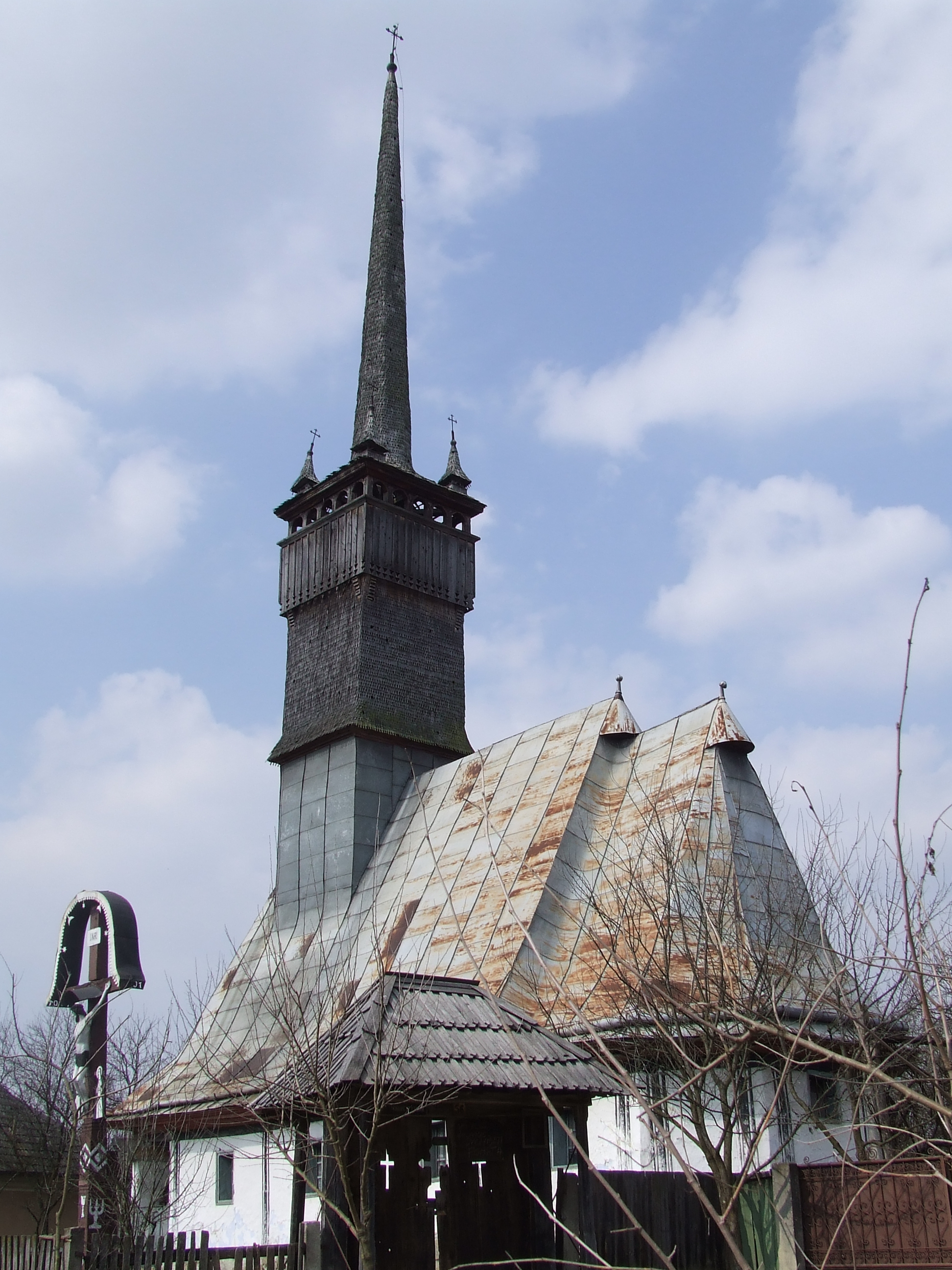
Kerk van Lozna

Lozna telt 1060 inwoners.